# Goniurosaurus yingdeensis
Espèce
Goniurosaurus yingdeensis est une espèce de geckos de la famille des Eublepharidae.

## Répartition
Cette espèce est endémique du Guangdong en Chine.

## Étymologie
Son nom d'espèce, composé de yingde et du suffixe latin -ensis, « qui vit dans, qui habite », lui a été donné en référence au lieu de sa découverte, la ville de Yingde.

## Publication originale
- Wang, Yang & Cui, 2010 : A New Species of Goniurosaurus (Squamata: Eublepharidae) from Yingde, Guangdong Province, China. Herpetologica, vol. 66, n. 2, p. 229.